# F/A-XX Programm
F/A-XX (Next Generation Air Dominance) ist der Name eines Entwicklungs- und Beschaffungsprogramms der U.S. Navy für ein Kampfflugzeug der sechsten Generation. Dies soll die McDonnell Douglas F/A-18 ersetzen und die F-35 Lightning II begleiten, insbesondere die C-Variante der U.S. Navy.
Es wird erwartet, dass die F/A-XX die bemannte Komponente und der Mittelpunkt der Systemfamilie Next Generation Air Dominance wird.
Laut Medienberichten konnte der Entwurf Lockheed Martins die Kriterien der US Navy nicht erfüllen, sodass mit Boeing und Northrop Grumman nur noch zwei Konkurrenten verbleiben.